# HOPS

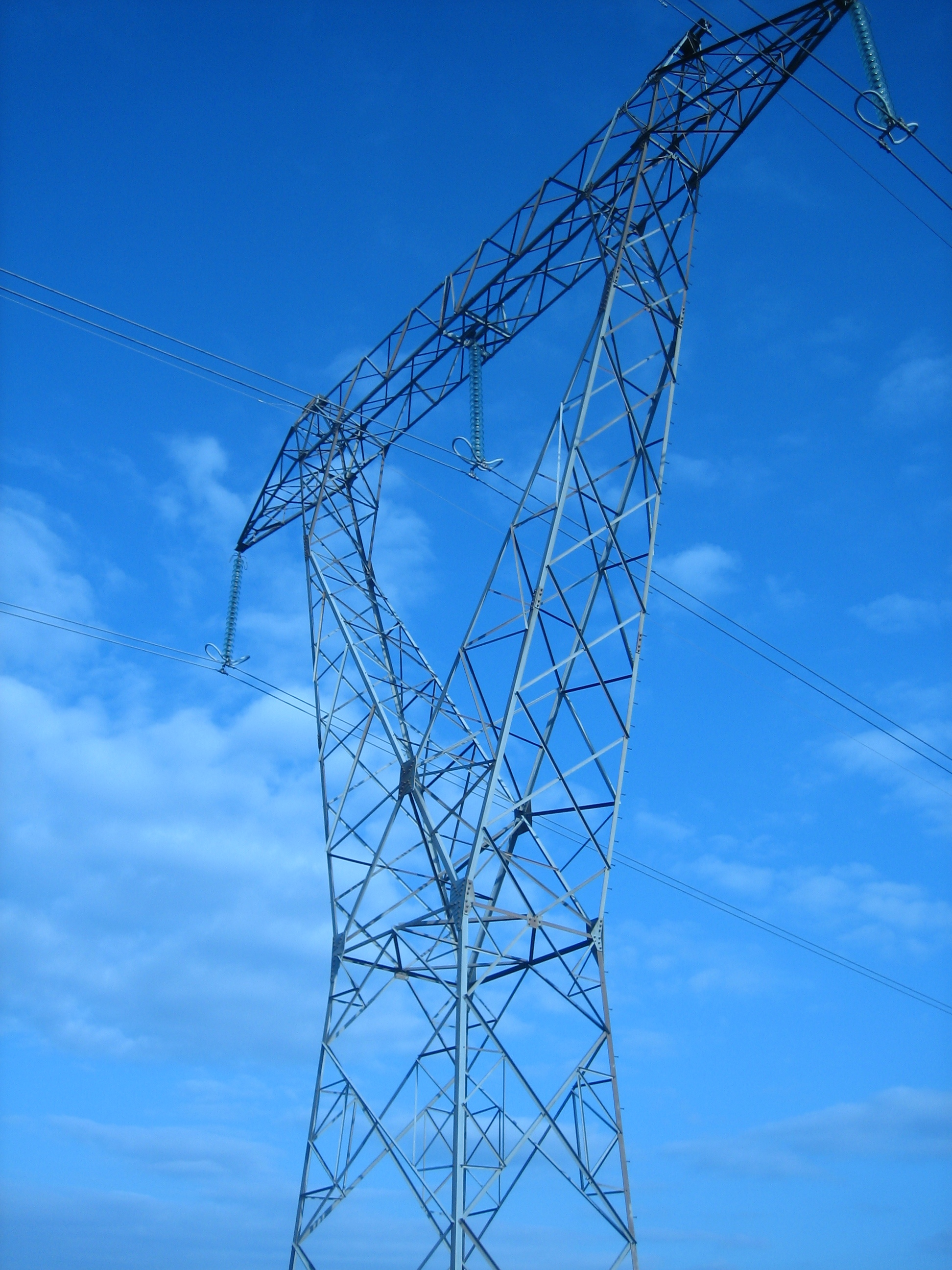
Vedení v Chorvatsku

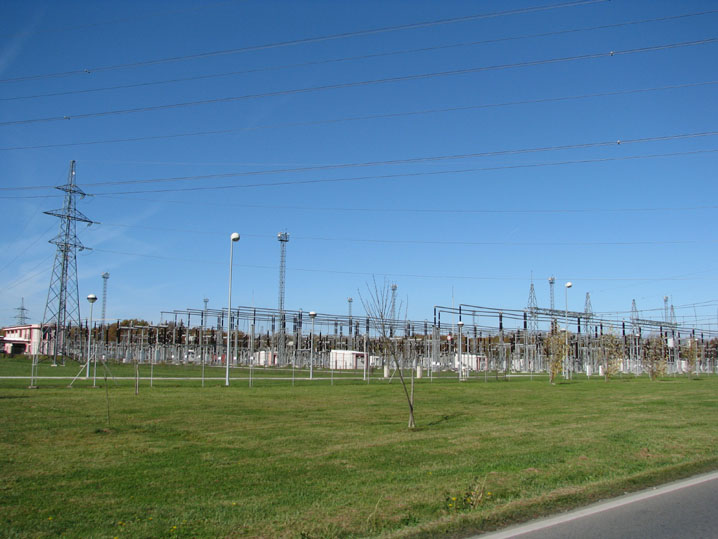
Trafostanice v obci Žerjavinec

Hrvatski operator prijenosnog sustava, d. o. o., vystupující pod obchodní značkou HOPS, je energetická společnost v Chorvatsku. Je jediným provozovatelem a vlastníkem přenosové soustavy ve státě. Přenosová soustava HOPS se skládá z vedení 400 kV, 220 kV a 110 kV. Celková rozvinutá délka vedení je 7 794,3 km. Je členskou společností Evropské sítě provozovatelů přenosových soustav (ENTSO-E).

## Historie
Společnost HEP-Operator prijenosnog sustava d.o.o. zahájila svou činnost 4. dubna 2005. Od 2. července 2015 společnost působí pod názvem Hrvatski operator prijenosnog sustava, zkráceně HOPS. Dne 22. února 2016 získala povolení jako nezávislý operátor.

## Přenosová soustava
V roce 2018 bylo přeneseno celkem 23,83 TWh elektřiny.

### Vedení a transformační stanice
HOPS má následující délky vedení (rozvinuté):
- 400 kV: 1 246,4 km
- 220 kV: 1 331,1 km
- 110 kV: 5 180,7 km
- střední vysoké napětí: 36,0 km

Celkem má 7 794,3 km vedení. 73,0 km vedení je v podmořských kabelech a 88,0 km v podzemních kabelech. HOPS má v přenosové soustavě 183 rozvoden.

### Přeshraniční spojení
Společnost má tato přeshraniční spojení:
- Slovinsko (ELES): 3x400 kV, 2x220 kV a 3x110 kV
- Maďarsko (MAVIR): 4x400 kV a 2x110 kV
- Srbsko: 1x400 kV a 2x110 kV
- Bosna a Hercegovina: 2x400 kV, 7x220 a 9x110 kV